# David Lean (homme politique)
Pour les articles homonymes, voir David Lean (homonymie) et Lean.
David Richard Lean (né le 16 mars 1945) est un homme politique australien.

## Biographie
Il appartient au Parti libéral australien, et est membre du Parlement du Victoria de 1996 à 1999, en tant que représentant le district électoral de Carrum (en).
D. Lean est né à Melbourne et fait ses études à la Melbourne Grammar School (en),.